# Uncle Josh at the Moving Picture Show
Uncle Josh at the Moving Picture Show je americký němý film z roku 1902. Režisérem je Edwin S. Porter (1870–1941). Film trvá zhruba dvě minuty. Stýček Josh se stal první franšízovou postavou v historii kinematografie. Ve všech filmech ho ztvárnil Charles Manley (1830–1916), který pracoval jako herec ve Fordově divadle, když byl zavražděn americký prezident Abraham Lincoln.
Film je považován za remake snímku The Countryman and the Cinematograph (1901).

## Děj
Film zachycuje muže, který poprvé vidí film. Když na filmovém plátně spatří tančící ženu, rozhodne se s ní zatancovat. Poté, co v dalším záběru zpozoruje přijíždějící vlak, se schová do lóže. Na konci uvidí sám sebe, jak objímá a pusinkuje jednu dívku, což ho přinutí okamžitě zastavit promítání tak, že strhne promítací plátno, čímž odhalí promítače, který se s ním kvůli vzniklé škodě začne prát na zemi.

## Chronologie filmové série
- 1900: Uncle Josh's Nightmare
- 1900: Uncle Josh in a Spooky Hotel
- 1902: Uncle Josh at the Moving Picture Show
- 1920: Uncle Josh buys a Car (rozhlasová hra)